# La cizaña
La cizaña (en francés: La Zizanie) es el decimoquinto álbum de la serie de historietas Astérix el Galo, de René Goscinny y Albert Uderzo. Se publicó por primera vez en 1970, en los números 531 a 552 de la revista francesa Pilote.

## Sinopsis
La resistencia del pueblo galo contra los romanos causa fricción entre el dictador Julio César y el Senado Romano, cuyo poder ha sido reducido por el mismo César. Con su poción mágica la cual les da fuerza sobrehumana y solo su receta es conocida por su druida Panoramix, los galos fácilmente se defienden contra Roma y sus leyes.
En una reunión con sus asociados, a César se le sugiere que causar conflictos internos entre los galos los llevará a su destrucción. Un oficial le cuenta acerca de Perfectus Detritus, un provocador de problemas cuya presencia provoca argumentos, disputas y peleas. Impresionado por sus habilidades, César lo envía con los galos. En el camino, Detritus provoca discusiones entre los marineros y sus esclavos; y cuando los piratas intentan abordar el barco, Detritus acusa falsamente a uno de ellos de haber sido sobornado, lo que provoca que inunden su nave.
En el pueblo galo, las cosas están siendo organizadas para el cumpleaños del Jefe Abraracúrcix, el cual todos disfrutan menos Karabella, quien se queja contra la adquisición de regalos inútiles incluyendo colecciones de espadas, escudos, pescado relleno y menhires. 
Al llegar a la Galia, Detritus se muda al campamento romano de Aquarium y obtiene una descripción de los habitantes del pueblo. Luego le da un valioso jarrón a Astérix, a quien describe como el «hombre más importante en el pueblo», para molestia del Jefe Abraracúrcix. Los otros aldeanos se toman el mensaje con seriedad, hasta Karabella se pelea con las otras mujeres debido a las importancias de sus maridos, y luego rechaza a su marido, tildándolo de fracasado. 
Los continuos rumores traídos por gran parte del pueblo llevan a la creencia de que Astérix, quien es cercano a Panorámix el druida, ha revelado el secreto de la poción mágica a los romanos. La sospecha y la paranoia aumentan, hasta que el banquete para celebrar el cumpleaños del jefe es realizado en silencio. Liderando esta desconfianza están Eseautomátix el herrero, Edadepiédrix el anciano y sus esposas. 

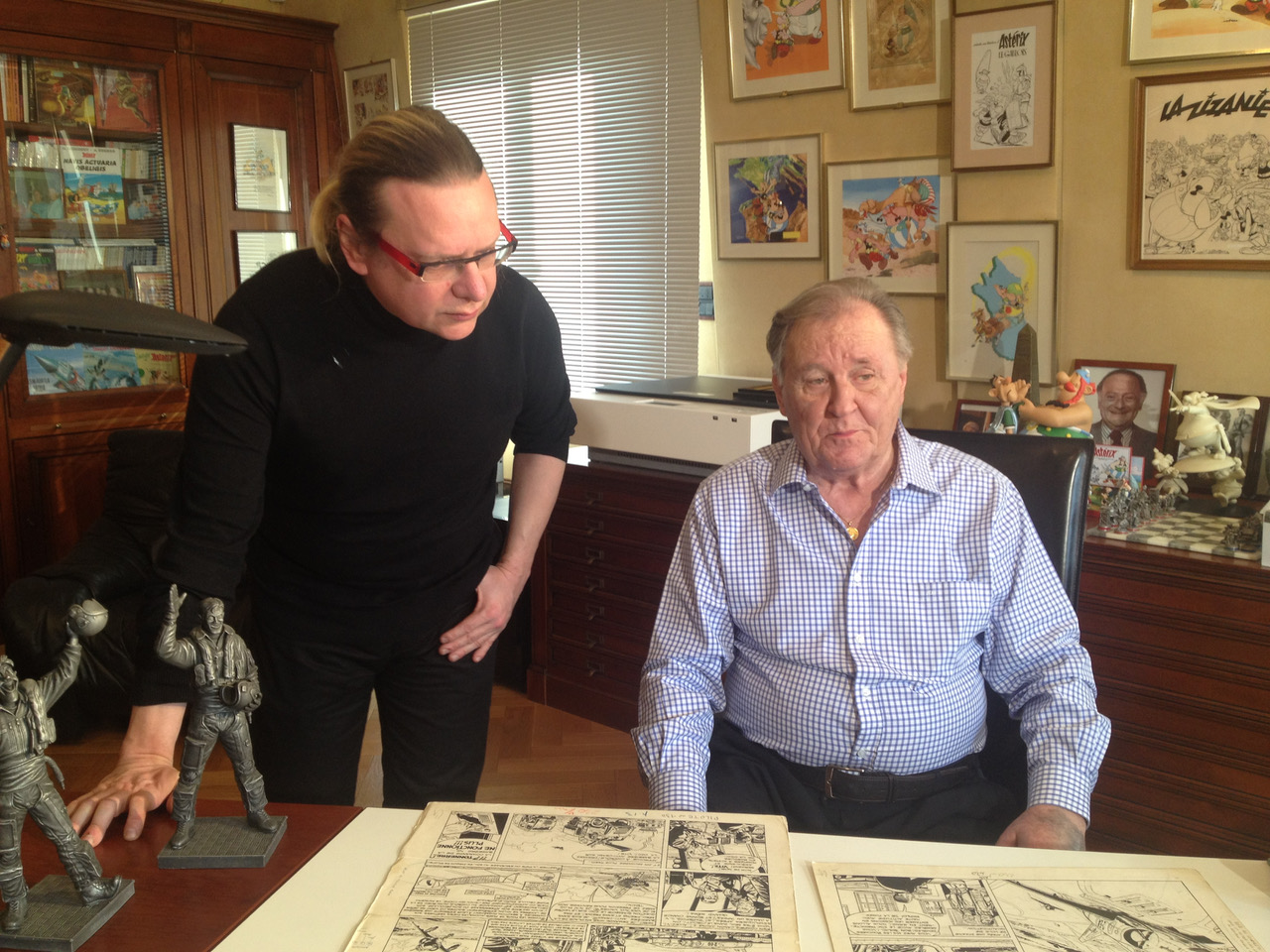
Uderzo con figuras y dibujos de Michel Tanguy en la mesa; detrás, dibujos y figuras de Astérix:
a la derecha, el dibujo de la portada de La cizaña y, debajo, una foto de Goscinny.

Cuando Eseautomátix y Ordenalfabétix espían a los romanos, ven una «poción» mágica siendo otorgada a los romanos; y cuando su presencia es percatada, Detritus le pide a un legionario que pretenda noquear a su camarada Monosabius, logrando que los dos galos huyan de vuelta al pueblo. Como resultado, las tropas romanas de Aquarium creen que tienen la verdadera poción mágica e insisten en beber el substituto. Cuando algunos de los aldeanos engañados expresan sus sospechas de que Astérix y Panorámix dieron el secreto de la Poción Mágica a los romanos, ambos se auto-imponen un exilio, junto a Obélix para acompañarlos, donde su propósito es exponer a Detritus y enseñarles a los galos una lección en la confianza. 
Astérix y Panorámix confrontan a Detritus y anuncian que ellos, junto con Obélix, dejarán la región (dejando a los otros galos indefensos). Tomando su palabra, Detritus persuade al comandante romano, el Centurión Aerobus, para atacar el pueblo. Los galos mientras tanto llevan la poción falsa de los romanos al pueblo, donde es demostrada como un engaño por parte de los romanos. Detritus se entera y le informa a Aerobus, mientras que Panorámix hace poción mágica. Aerobus invoca refuerzos después de que Astérix y Obélix repelen la guarnición.
Tras beber la verdadera poción mágica, los pueblerinos galos derrotan a las cuatro guarniciones romanas que les rodean. Tras ganar la pelea, Astérix, Panorámix y Abraracúrcix agradecen a Detritus por haber «mantenido su palabra» y le dan el jarrón que este último le había dado a Astérix. Esto engaña al comandante romano, quien cree que Detritus deliberadamente creó su derrota. Es enviado de vuelta a Roma en castigo; pero ya causando discusiones en la nave que se lo lleva a Roma. 
En el pueblo, Abraracúrcix se disculpa con Astérix, y se acuerda realizar otro cumpleaños para Abraracúrcix. Para probar la convicción de los aldeanos, Astérix le pide a Obélix que lo lleve en el escudo, de la misma manera que Abraracúrcix es llevado, lo que causa otra pelea entre los aldeanos sobre quién es el más heroico. Cuando Abraracúrcix cuestiona a Astérix, este responde que solamente ha estado probando el escudo como regalo de cumpleaños del jefe. Tras reconciliarse, la historia termina con el banquete tradicional, el cual termina siendo una mejor celebración para Abraracúrcix.

## Caricaturas de famosos
- Caius Aerobus es una caricatura del actor italofrancés Lino Ventura.